# Аліче Рорвахер
Алі́че Рорва́хер (італ. Alice Rohrwacher; нар. 29 грудня 1982, Ф'єзоле, Тоскана, Італія) — італійська кінорежисерка та сценаристка. Лауреатка низки престижних міжнародних та національних фестивальних та професійних кінонагород.

## Біографія
Аліче Рорвахер народилася 29 грудня 1982 року у Ф'єзоле (Тоскана, Італія). Мати Аліче — Анналіса Джульєтті — має італійське походження, а батько Рейнгард — німець. Старша сестра Аліче — акторка Альба Рорвахер. Юнацькі роки Аліче провела в Кастель-Джорджо, на батьківщині своєї матері.
По закінченню середньої школи Аліче Рорвахер вступила до Туринського університету, де вивчала літературу та філософію, а пізніше продовжила своє навчання на сценариста в Школі Голдена в Турині. Після здобуття вищої освіти виступала сценаристом, асистентом режисера і оператором у декількох документальних стрічках.
У 2011 році Рорвахер зняла за власним сценарієм свій перший повнометражний ігровий фільм «Небесне тіло», який був представлений у програмі Двотижневика режисерів на Каннському Міжнародному кінофестивалі та отримав «Срібну стрічку» Італійського національного синдикату кіножурналістів за режисерський дебют.
Наступною роботою Аліче Рорвахер стала стрічка «Дива» (2014), головну роль у якій зіграла її сестра Альба Рорвахер. Фільм показали на Каннському кінофестивалі, де він отримав «Гран-прі журі». У цьому ж році Аліче випустила фільм «9х10 дев'яносто», який був представлений на Венеційському кінофестивалі і на Фестивалі італійського кіно в Токіо.
У 2018 році в італійський прокат вийшов черговий фільм Рорвахер «Щасливий Ладзаро». Як і попередні роботи режисерки, стрічка була показана в конкурсі Каннського кінофестивалю, де здобула премію в номінації «Найкращий сценарій». 2019 року фільм був номінований у 9-ти категоріях на здобуття італійської національної кінопремії Давид ді Донателло, у тому числі за «Найкращий фільм» та за «Найкращу режисерську роботу».
Наприкінці червня 2018 року Аліче Рорвахер стала членом американської Академії кінематографічних мистецтв і наук.
У 2019 році Аліче Рорвахер увійшла до складу журі основної конкурсної програми 72-го Каннського міжнародного кінофестивалю, очолюваного мексиканським кінорежисером та сценаристом Алехандро Гонсалесом Іньярріту.

## Особисте життя
У 2007 році Аліче Рорвахер народила дочку Аніту.

## Фільмографія
| Рік  |  | Назва українською | Оригінальна назва | Режисер | Сценарист |
| ---- |  | ----------------- | ----------------- | ------- | --------- |
| 2011 |  | Небесне тіло      | Corpo celeste     | Так     | Так       |
| 2014 |  | Дива́              | Le meraviglie     | Так     | Так       |
| 2014 |  | 9х10 дев'яносто   | 9x10 novanta      | Так     | Так       |
| 2018 |  | Щасливий Ладзаро  | Lazzaro felice    | Так     | Так       |
| 2023 |  | Химера            | La Chimera        | Так     | Так       |

## Визнання
| Рік                                               | Категорія                                                          | Фільм            | Результат |
| ------------------------------------------------- | ------------------------------------------------------------------ | ---------------- | --------- |
| Кінофестиваль міжнародний кінофестиваль           |                                                                    |                  |           |
| 2011                                              | Золота камера                                                      | Небесне тіло     | Номінація |
| 2011                                              | Приз Міжнародної конфедерації кінематографічного мистецтва (CICAE) | Небесне тіло     | Номінація |
| 2014                                              | Золота пальмова гілка                                              | Дива             | Номінація |
| 2014                                              | Гран-прі журі                                                      | Дива             | Перемога  |
| 2018                                              | Найкращий                                                          | Щасливий Ладзаро | Номінація |
| 2018                                              | При за найкращий сценарій                                          | Щасливий Ладзаро | Перемога  |
| Фестиваль італійського кіно в Аннесі              |                                                                    |                  |           |
| 2011                                              | Приз Міжнародної конфедерації кінематографічного мистецтва (CICAE) | Небесне тіло     | Перемога  |
| Італійський національний синдикат кіножурналістів |                                                                    |                  |           |
| 2011                                              | Срібна стрічка найкращому новому режисерові                        | Небесне тіло     | Перемога  |
| 2014                                              | Найкращий режисер                                                  | Дива             | Номінація |
| 2014                                              | Найкращий сценарій                                                 | Дива             | Номінація |
| 2018                                              | Найкращий фільм                                                    | Щасливий Ладзаро | Номінація |
| Премія Давид ді Донателло                         |                                                                    |                  |           |
| 2012                                              | Найкращий новий режисер                                            | Небесне тіло     | Номінація |
| 2019                                              | Найкращий фільм                                                    | Щасливий Ладзаро | Номінація |
| 2019                                              | Найкращий режисер                                                  | Щасливий Ладзаро | Номінація |
| 2019                                              | Найкращий сценарій                                                 | Щасливий Ладзаро | Номінація |
| Премія «Золота хлопавка»                          |                                                                    |                  |           |
| 2012                                              | Найкращий перший фільм                                             | Небесне тіло     | Перемога  |
| 2015                                              | Найкращий сценарій                                                 | Дива             | Номінація |
| Кінофестиваль у Гетеборзі                         |                                                                    |                  |           |
| 2012                                              | Нагорода за найкращий дебют                                        | Небесне тіло     | Перемога  |
| Кінофестиваль в Абу-Дабі                          |                                                                    |                  |           |
| 2014                                              | Чорна перлина — «Нові горизонти»                                   | Дива             | Перемога  |
| Міжнародне товариство кіноманів                   |                                                                    |                  |           |
| 2014                                              | Приз журі                                                          | Дива             | Перемога  |
| 2018                                              | Найкращий режисер                                                  | Щасливий Ладзаро | Перемога  |
| 2019                                              | Найкращий оригінальний сценарій                                    | Щасливий Ладзаро | Номінація |
| Кінофестиваль у Мар-дель-Плата                    |                                                                    |                  |           |
| 2014                                              | Найкращий фільм                                                    | Дива             | Номінація |
| 2014                                              | Найкращий сценарій                                                 | Дива             | Перемога  |
| Мюнхенський кінофестиваль                         |                                                                    |                  |           |
| 2014                                              | Приз CineVision найкращого нового режисера                         | Дива             | Перемога  |
| 2018                                              | Приз ARRI/OSRAM за найкращий міжнародний фільм                     | Щасливий Ладзаро | Номінація |
| Європейський кінофестиваль у Севільї              |                                                                    |                  |           |
| 2014                                              | Спеціальний приз журі                                              | Дива             | Перемога  |
| Єрусалимський міжнародний кінофестиваль           |                                                                    |                  |           |
| 2018                                              | Приз «У дусі свободи»                                              | Щасливий Ладзаро | Перемога  |
| Кінофестиваль у Сіджасі                           |                                                                    |                  |           |
| 2018                                              | Приз за найкращий фільм                                            | Щасливий Ладзаро | Номінація |
| 2018                                              | Спеціальний приз журі                                              | Щасливий Ладзаро | Перемога  |
| 2018                                              | Нагорода журі Carnet Jove                                          | Щасливий Ладзаро | Перемога  |
| 2018                                              | Премія Жозе Луїса Гарнер від критиків                              | Щасливий Ладзаро | Перемога  |
| Міжнародний кінофестиваль у Чикаго                |                                                                    |                  |           |
| 2018                                              | Золотий Г'юго за найкращий фільм                                   | Щасливий Ладзаро | Перемога  |
| Премія Європейської кіноакадемії                  |                                                                    |                  |           |
| 2018                                              | Найкращий європейський фільм                                       | Щасливий Ладзаро | Номінація |
| 2018                                              | Найкращий режисер                                                  | Щасливий Ладзаро | Номінація |
| 2018                                              | Найкращий сценарист                                                | Щасливий Ладзаро | Номінація |
| 2018                                              | Нагорода «European University Film Award»                          | Щасливий Ладзаро | Перемога  |
| Роттердамський міжнародний кінофестиваль          |                                                                    |                  |           |
| 2019                                              | Приз молодіжного журі                                              | Щасливий Ладзаро | Перемога  |
| Премія «Сан Жорді»                                |                                                                    |                  |           |
| 2019                                              | Найкращий іноземний фільм                                          | Щасливий Ладзаро | Перемога  |